# Marcello Gatti
Marcello Gatti (Roma, 9 febbraio 1924 – Roma, 26 novembre 2013) è stato un direttore della fotografia italiano.

## Biografia
È stato uno dei più importanti direttori della fotografia italiana. Nel corso della sua lunga carriera vinse cinque Nastri d'argento, fotografò due film candidati agli Oscar La battaglia di Algeri di Gillo Pontecorvo e Le quattro giornate di Napoli di Nanni Loy, e un'altra Palma d'oro a Cannes Cronaca degli anni di brace; lavorò tra gli altri con Roman Polanski, Carlo Lizzani, George Pan Cosmatos e Giancarlo Giannini, che lo scelse per il suo esordio alla regia con Ternosecco.

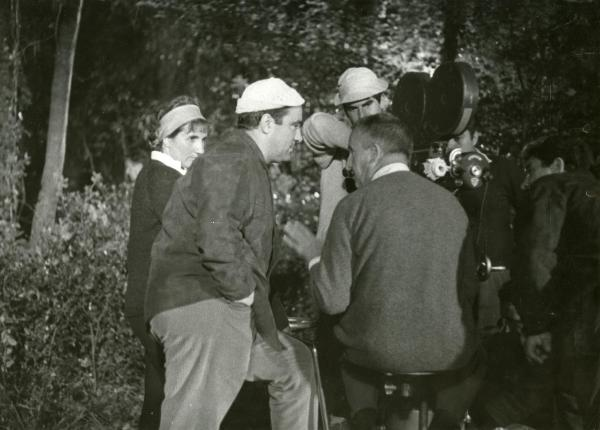
Marcello Gatti a colloquio con il regista Luigi Zampa durante le riprese di Frenesia dell'estate (1964)

Il film per cui viene spesso ricordato è La battaglia di Algeri (1966), che vinse il Leone d'oro a Venezia ed ebbe tre candidature ai Premi Oscar spiccando proprio per un memorabile bianco e nero, una fotografia sgranata e documentaristica ispirata allo stile del cinéma vérité  che Gatti aveva già iniziato a elaborare ne Le quattro giornate di Napoli (1962) di Nanni Loy, anch'esso candidato agli Oscar.
Con Pontecorvo girò anche Queimada e Ogro. Dopo il successo de La battaglia di Algeri Roman Polański gli affida il suo film italiano del 1972 Che?, con Marcello Mastroianni. Mohammed Lakhdar-Hamina lo riporta in Algeria per girare Chroniques des années de braise, Palma d'oro a Cannes nel 1975.
Tra gli oltre 150 film a cui ha lavorato, anche diversi poliziotteschi tra i quali Mark il poliziotto e La polizia ha le mani legate; thriller come La tarantola dal ventre nero e commedie quali Il signor Robinson, mostruosa storia d'amore e d'avventure, Bluff - Storia di truffe e di imbroglioni e Tre tigri contro tre tigri.
Dei cinque Nastri d'Argento ottenuti, due li vinse nello stesso anno, il 1970, aggiudicandosi il premio sia nella categoria bianco e nero per Sierra Maestra di Ansano Giannarelli, sia in quella del colore per Anonimo veneziano di Enrico Maria Salerno. Dei suoi lavori televisivi restano Specchio segreto di Nanni Loy; gli sceneggiati con Gianni Morandi come Voglia di cantare; la quinta e la sesta serie del poliziesco La piovra con lo struggente addio di Vittorio Mezzogiorno; Assicurazione sulla morte di Carlo Lizzani e il Mosè con Burt Lancaster.
Sempre vicino agli ideali della sinistra, Gatti venne arrestato nel 1943 per aver deturpato un ritratto di Mussolini sui muri di Cinecittà venendo condannato a cinque anni di carcere, poi tramutati in confino; e nel 1968 occupò il Centro sperimentale di cinematografia con gli studenti e altri personaggi del cinema italiano come Marco Bellocchio e Bernardo Bertolucci. È stato a lungo presidente dell'Associazione Italiana dei direttori della fotografia (Aic).

## Filmografia

### Cinema
- Il sole negli occhi, regia di Antonio Pietrangeli (1953) operatore alla macchina
- Cronaca di un delitto, regia di Mario Sequi (1953)
- 16 ottobre 1943, regia di Ansano Giannarelli (1960) - cortometraggio
- Le italiane e l'amore, episodio La frenesia del successo, regia di Giulio Macchi, La sfregiata, regia di Piero Nelli, Viaggio di nozze, regia di Giulio Questi (1961)
- Un giorno da leoni, regia di Nanni Loy (1962)
- L'attico, regia di Gianni Puccini (1962)
- Le quattro giornate di Napoli, regia di Nanni Loy (1962)
- I cuori infranti, episodio La manina di Fatma, regia di Vittorio Caprioli (1963)
- Frenesia dell'estate, regia di Luigi Zampa (1963)
- La fuga, regia di Paolo Spinola (1964)
- Bianco, rosso, giallo, rosa, regia di Massimo Mida (1964)
- Io uccido, tu uccidi, regia di Gianni Puccini (1965)
- Una moglie americana, regia di Gian Luigi Polidoro (1965)
- La spietata colt del gringo, regia di José Luis Madrid (1966)
- La battaglia di Algeri, regia di Gillo Pontecorvo (1966)
- Donne alla frontiera, regia di Gianfranco Parolini, Sidney W. Pink e Rudolf Zehetgruber (1966)
- La notte pazza del conigliaccio, regia di Alfredo Angeli (1967)
- I protagonisti, regia di Marcello Fondato (1968)
- L'estate, regia di Paolo Spinola (1968)
- Sai cosa faceva Stalin alle donne?, regia di Maurizio Liverani (1969)
- Queimada, regia di Gillo Pontecorvo (1969)
- Sierra Maestra, regia di Ansano Giannarelli (1969)
- Anonimo veneziano, regia di Enrico Maria Salerno (1970)
- Ciao Gulliver, regia di Carlo Tuzii (1970)
- Bastardo, vamos a matar, regia di Gino Mangini (1971)
- La tarantola dal ventre nero, regia di Paolo Cavara (1971)
- Il vero e il falso, regia di Eriprando Visconti (1972)
- Girolimoni, il mostro di Roma, regia di Damiano Damiani (1972)
- Che? (What?), regia di Roman Polański (1972)
- Amore e ginnastica, regia di Luigi Filippo D'Amico (1973)
- Baciamo le mani, regia di Vittorio Schiraldi (1973)
- Femmina violenta (The Beloved), regia di George Pan Cosmatos (1973)
- Rappresaglia, regia di George Pan Cosmatos (1973)
- La polizia ha le mani legate, regia di Luciano Ercoli (1975)
- Cronaca degli anni di brace (Chronique des années de braise), regia di Mohammed Lakhdar-Hamina (1975)
- La prima volta, sull'erba, regia di Gianluigi Calderone (1975)
- Mark il poliziotto, regia di Stelvio Massi (1975)
- Chi dice donna dice donna, regia di Tonino Cervi (1976)
- Bluff - Storia di truffe e di imbroglioni, regia di Sergio Corbucci (1976)
- Il signor Robinson, mostruosa storia d'amore e d'avventure, regia di Sergio Corbucci (1976)
- Tre tigri contro tre tigri, regia di Sergio Corbucci e Steno (1977)
- La carica delle patate, regia di Walter Santesso (1979)
- Ogro (Operación Ogro), regia di Gillo Pontecorvo (1979)
- Eutanasia di un amore, regia di Enrico Maria Salerno (1980)
- La salamandra (The Salamander), regia di Peter Zinner (1981)
- Delitti, amore e gelosia, regia di Max Bunker (1982)
- Inganni, regia di Luigi Faccini (1985)
- Ternosecco, regia di Giancarlo Giannini (1987)
- Rosso veneziano (Rouge Venise), regia di Étienne Périer (1989)
- Venere paura, regia di Hirtia Solaro (1991)

### Televisione
- Mosè, regia di Gianfranco De Bosio (1974)
- Voglia di cantare, regia di Vittorio Sindoni (1985)
- Assicurazione sulla morte, regia di Carlo Lizzani (1987)
- La voglia di vincere, regia di Vittorio Sindoni (1987)
- Una vittoria, regia di Luigi Perelli (1988)
- La piovra 5 - Il cuore del problema, regia di Luigi Perelli (1990)
- Non siamo soli, regia di Paolo Poeti (1991)
- La piovra 6 - L'ultimo segreto, regia di Luigi Perelli (1992)
- La piovra 7 - Indagine sulla morte del commissario Cattani, regia di Luigi Perelli (1995)

## Riconoscimenti
- Nastro d'argento alla migliore fotografia
  - 1967 (bianco e nero): La battaglia di Algeri
  - 1971 (bianco e nero): Sierra Maestra
  - 1971 (colore): Anonimo veneziano
  - 1986: Inganni

- Laceno d'oro 1982: Targa Pietro Bianchi

- Premio Gianni Di Venanzo 2002: premio alla carriera